# سارا أندروود
سارا أندروود (بالإنجليزية: Sara Underwood)‏ هي صحفية أمريكية، ولدت في 8 سبتمبر 1969.